# Mahulena
Mahulena je ženské křestní jméno. Podle českého kalendáře má svátek 17. listopadu.
Jméno Mahulena, které dnes najdeme v občanském kalendáři, je českého původu a vzniklo uměle. Nejznámější nositelka tohoto jména byla bezpochyby ta, kterou známe ze Zeyerova dramatu Radúz a Mahulena.

## Zdrobněliny
Mahulenka, Lena, Lenka, Mahulka, Mahulička, Mahulenička

## Statistické údaje
Následující tabulka uvádí četnost jména v ČR a pořadí mezi ženskými jmény ve srovnání dvou roků, pro které jsou dostupné údaje MV ČR – lze z ní tedy vysledovat trend v užívání tohoto jména:
| Rok       | Četnost  | Pořadí   |
| 1999      | 54       | 725.     |
| 2002      | 56       | 720.     |
| Porovnání | o 2 více | o 5 lépe |

Změna procentního zastoupení tohoto jména mezi žijícími ženami v ČR (tj. procentní změna se započítáním celkového úbytku žen v ČR za sledované tři roky) je +4,5 %.

## Známé nositelky jména
- Mahulena Bočanová – česká herečka
- Mahulena Čejková – česká lékařka a politička
- Mahulena Nešlehová – česká výtvarná teoretička a kurátorka

## Jiné Mahuleny
- Mahuliena, zlatá panna – slovensko-německá filmová pohádka z roku 1986